# Hrabstwo Terrell (Georgia)

Piramida wieku hrabstwa

Hrabstwo Terrell  (ang. Terrell County) – hrabstwo w stanie Georgia, w Stanach Zjednoczonych.

## Historia
Hrabstwo zostało założone w 1856 roku.
Nazwa hrabstwa pochodzi od nazwiska William Terrell (1778–1855), Kongresmena Stanów Zjednoczonych.

## Geografia
Według spisu z 2010 obszar całkowity hrabstwa obejmuje powierzchnię 337,63 mil2 (874 km²), z czego 335,37 mil2 (869 km²) stanowią lądy, a 2,26 mil2 (5 km²) stanowią wody. Według szacunków United States Census Bureau w roku 2010 miało 9 315 mieszkańców. Jego siedzibą administracyjną jest Dawson.

### Miejscowości
- Bronwood
- Dawson
- Sasser
- Parrott